# Coupe de Russie de football 1997-1998
Navigation
Coupe de Russie 1996-1997 Coupe de Russie 1998-1999
La Coupe de Russie 1997-1998 est la 6e édition de la Coupe de Russie depuis la dissolution de l'URSS.
Le Spartak Moscou remporte la compétition face au Lokomotiv Moscou et se qualifie pour le premier tour de la Coupe des coupes 1998-1999.
La compétition suivant un calendrier sur deux années, contrairement à celui des championnats russes qui s'inscrit sur une seule année, celle-ci se trouve de fait à cheval entre deux saisons de championnat ; ainsi pour certaines équipes promues ou reléguées durant la saison 1997, la division indiquée peut varier d'un tour à l'autre.

## Huitièmes de finale
| Date            | Club                          | Score | Club                          |
| --------------- | ----------------------------- | ----- | ----------------------------- |
| 18 octobre 1997 | Rubin Kazan (D3)              | 1 - 0 | (D3) Arsenal Toula            |
| 22 octobre 1997 | Dynamo Moscou (D1)            | 3 - 1 | (D2) Dinamo Stavropol         |
| 22 octobre 1997 | Krylia Sovetov Samara (D1)    | 4 - 0 | (D1) Baltika Kaliningrad      |
| 22 octobre 1997 | CSKA Moscou (D1)              | 3 - 2 | (D1) Zénith Saint-Pétersbourg |
| 21 mars 1998    | Alania Vladikavkaz (D1)       | 1 - 0 | (D2) Tom Tomsk                |
| 21 mars 1998    | Kamaz Naberejnye Tchelny (D2) | 3 - 4 | (D1) Rotor Volgograd          |
| 21 mars 1998    | Spartak Moscou (D1)           | 6 - 0 | (D2) Kouban Krasnodar         |
| 23 mars 1998    | Torpedo Moscou (D1)           | 0 - 2 | (D1) Lokomotiv Moscou         |

## Quarts de finale
| Date          | Club                    | Score    | Club                       |
| ------------- | ----------------------- | -------- | -------------------------- |
| 8 avril 1998  | Lokomotiv Moscou (D1)   | 1 - 0    | (D1) Dynamo Moscou         |
| 8 avril 1998  | Spartak Moscou (D1)     | 2 - 0    | (D1) Krylia Sovetov Samara |
| 14 avril 1998 | Rotor Volgograd (D1)    | 5 - 3 ap | (D1) CSKA Moscou           |
| 15 avril 1998 | Alania Vladikavkaz (D1) | 3 - 0    | (D2) Rubin Kazan           |

## Demi-finales
| Date          | Club                  | Score | Club                    |
| ------------- | --------------------- | ----- | ----------------------- |
| 28 avril 1998 | Rotor Volgograd (D1)  | 0 - 2 | (D1) Spartak Moscou     |
| 29 avril 1998 | Lokomotiv Moscou (D1) | 1 - 0 | (D1) Alania Vladikavkaz |

## Finale
| Titulaires :   |                        |     |
|                |                        |     |
|                | Aleksandr Filimonov    |     |
|                | Sergueï Gorloukovitch  |     |
|                | Dmitri Khlestov        |     |
|                | Ilya Tsymbalar         |     |
|                | Miroslav Romachtchenko |     |
|                | Dmitri Ananko          |     |
|                | Dmytro Parfenov        |     |
|                | Dmitri Alenitchev      |     |
|                | Egor Titov             |     |
|                | Maksim Bouznikine      | 61e |
|                | Andreï Tikhonov        |     |
|                |                        |     |
| Remplaçants :  |                        |     |
|                | Anatoli Kanichtchev    | 61e |
|                |                        |     |
| Entraîneur :   |                        |     |
| Oleg Romantsev |                        |     |

| Titulaires :  |                       |     |
|               |                       |     |
|               | Rouslan Nigmatoulline |     |
|               | Igor Tcherevtchenko   |     |
|               | Iouri Drozdov         |     |
|               | Ievgueni Kharlatchiov |     |
|               | Sargis Hovhannisyan   |     |
|               | Igor Tchougaïnov      |     |
|               | Alekseï Kosolapov     |     |
|               | Sergueï Gurenko       |     |
|               | Zaza Janashia         |     |
|               | Dmitri Loskov         | 54e |
|               | Aleksandr Borodiouk   |     |
|               |                       |     |
| Remplaçants : |                       |     |
|               | Andreï Solomatine     | 54e |
|               |                       |     |
| Entraîneur :  |                       |     |
| Iouri Siomine |                       |     |

| Titulaires :   |                        |     |
|                |                        |     |
|                | Aleksandr Filimonov    |     |
|                | Sergueï Gorloukovitch  |     |
|                | Dmitri Khlestov        |     |
|                | Ilya Tsymbalar         |     |
|                | Miroslav Romachtchenko |     |
|                | Dmitri Ananko          |     |
|                | Dmytro Parfenov        |     |
|                | Dmitri Alenitchev      |     |
|                | Egor Titov             |     |
|                | Maksim Bouznikine      | 61e |
|                | Andreï Tikhonov        |     |
|                |                        |     |
| Remplaçants :  |                        |     |
|                | Anatoli Kanichtchev    | 61e |
|                |                        |     |
| Entraîneur :   |                        |     |
| Oleg Romantsev |                        |     |

| Titulaires :  |                       |     |
|               |                       |     |
|               | Rouslan Nigmatoulline |     |
|               | Igor Tcherevtchenko   |     |
|               | Iouri Drozdov         |     |
|               | Ievgueni Kharlatchiov |     |
|               | Sargis Hovhannisyan   |     |
|               | Igor Tchougaïnov      |     |
|               | Alekseï Kosolapov     |     |
|               | Sergueï Gurenko       |     |
|               | Zaza Janashia         |     |
|               | Dmitri Loskov         | 54e |
|               | Aleksandr Borodiouk   |     |
|               |                       |     |
| Remplaçants : |                       |     |
|               | Andreï Solomatine     | 54e |
|               |                       |     |
| Entraîneur :  |                       |     |
| Iouri Siomine |                       |     |